# Māhū

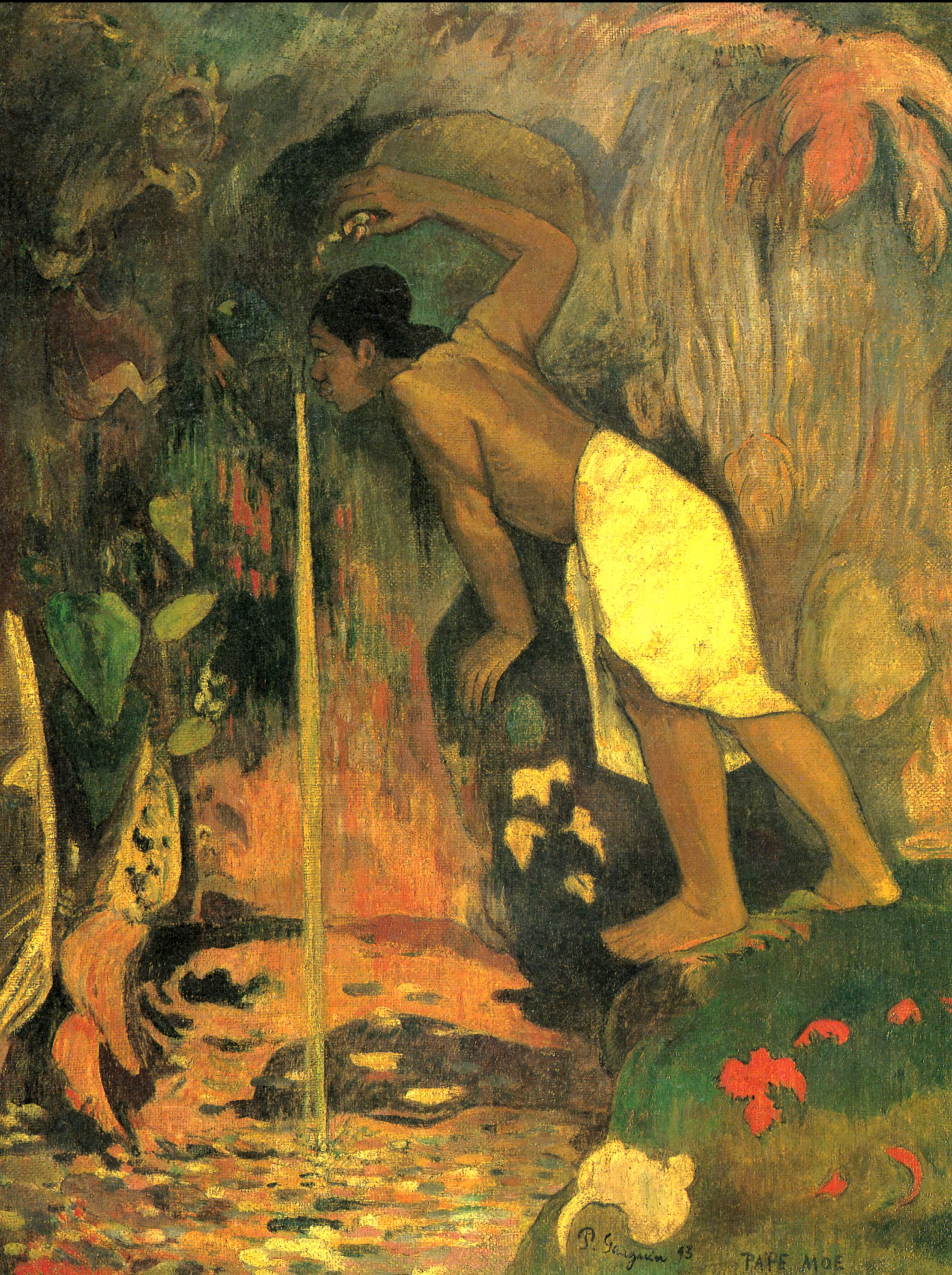
El cuadro agua misteriosa de Paul Gauguin, 1893: representa a una persona māhū bebiendo agua.

Los rae rae o māhū, en la cultura tradicional hawaiana (Kanaka Maoli) y la Polinesia francesa, son las personas pertenecientes a un tercer género y que adoptan roles dentro de la sociedad similares a lo de los fakaleiti de Tonga y a los fa'afafine de Samoa. 
En la actualidad la palabra māhū se emplea como argot para designar a las travestis y a las personas transgénero. Por otra parte, se llama aikane a los hombres que tienen como amante a otro hombre.
Māhū se incluye en el acrónimo MVPFAFF (māhū, vakasalewalewa, palopa, fa'afafine, akava'ine, fakaleitī o leiti, y fakafifine), acuñado por Phylesha Brown-Acton, para "mejorar la conciencia de diversidad de género de los pueblos del Pacífico.